# Guillermo Fernández Jurado
 Guillermo Fernández Jurado (Caseros, Buenos Aires, 18 de noviembre de 1923 – Buenos Aires, 24 de junio de 2013) fue un crítico de cine, periodista, director y documentalista argentino. Estuvo casado con Paulina Fernández Jurado.

## Biografía
Si bien su primer oficio fue el de aviador, su interés por el cine, que nació en la infancia y se prolongó durante toda su vida, lo llevó a empeñarse en una lucha por la preservación del material fílmico argentino, que solía estar desperdigado en colecciones privadas o era descartado sin mayor cuidado y con esta finalidad impulsó la Cinemateca Argentina,la entidad fundada por el crítico Rolando Fustiñana (Roland) que dirigió desde 1964 hasta su fallecimiento.
En su juventud había realizado estudios cinematográficos con Leopoldo Torre Nilsson, en cuyo filme La Tigra (1954) participó como actor. Se dedicó a la crítica cinematográfica en la revista ‘’Platea y otras publicaciones, fue secretario permanente del jurado del Festival Internacional de Cine de Mar del Plata y director del Museo del Cine.
Participó en la programación que hacía la Cinemateca para la sala de cine del SHA (Sociedad Hebraica Argentina), el Teatro Empire y la Sala Leopoldo Lugones del Teatro General San Martín.También fue asesor literario del Instituto Nacional de Cinematografía e integró en 1981 y 1991 el jurado de la Fundación Konex para adjudicar los premios en el rubro Espectáculos.
En 1971 fundó, con Jorge Miguel Couselo, el Museo del Cine Pablo Ducrós Hicken del que fue director entre 1981 y 1996 y colaboró en el surgimiento de numerosas cinematecas en América Latina (Perú, Guatemala, Panamá, Bolivia, Paraguay).
Organizó el Centro de Investigación de Cine Argentino que funcionó dentro de la Cinemateca Argentina, y participó de la restauración de películas, en la producción de varios libros y en dos ediciones de un CD de la institución dedicado al cine local.
Dirigió varios filmes documentales de montaje sobre cine argentino como Imágenes del pasado (1961), El tango en el cine (1979) y Aquel cine argentino (Treinta años sonoros) (1933-1963)  (1984). 
Otros filmes que dirigió fueron Turay (1950), El televisor (1962), Taita Cristo (1965), filmada en Perú y el documental De la tierra a la luna (Misión Apolo)  (1969). Además escribió los guiones de Sombras en el cielo (1961) y Gardel, el alma que canta (1985). Su cortometraje Diario obtuvo el Oso de Plata en el Festival Internacional de Cine de Berlín (1957). 
En 1979 fue nombrado Caballero de la Orden de las Palmas Académicas de Francia.También recibió la designación de Personalidad Destacada de la Cultura de la Ciudad de Buenos Aires y, en 2005, la de Ciudadano ilustre de la Ciudad de Buenos Aires. En 2009 presidió en Buenos Aires el 65to. Congreso Internacional Federación Internacional de Archivos de Filmes.
Fernández Jurado, del que se recuerda su sonrisa casi tímida y sus ademanes caballerescos, falleció a consecuencia de neumonía y gripe A el 24 de junio de 2013.

## Filmografía
Director
- Aquel cine argentino (Treinta años sonoros) (1933-1963)  (1984)
- El tango en el cine (1979)
- De la tierra a la luna (Misión Apolo) (1969)
- Rapten a esa mujer (abandonada) (1967)
- Taita Cristo (1965)
- El televisor (1962)
- Imágenes del pasado (1961)
- Turay (1950)

Intérprete
- La Tigra (1954)

Producción
- El televisor (1962)

Guionista
- Gardel, el alma que canta (1985)
- El tango en el cine (1979)
- Rapten a esa mujer (abandonada) (1967)
- Taita Cristo (1965)
- El televisor (1962)
- Sombras en el cielo (1961)

Montaje
- De la tierra a la luna (Misión Apolo) (1969)

Selección de imágenes
- Aquel cine argentino (Treinta años sonoros) (1933-1963) (1984)